# Podwody
Podwody – wieś w Polsce położona w województwie łódzkim, w powiecie bełchatowskim, w gminie Bełchatów.
W latach 1975–1998 miejscowość administracyjnie należała do województwa piotrkowskiego.
Przez miejscowość przebiega droga wojewódzka nr 484.